# Dieter Kolb
Dieter Kolb (* 1967) ist ein ehemaliger deutscher Curler und Verbandsfunktionär. 
Sein internationales Debüt hatte Kolb bei der Juniorenweltmeisterschaft 1986 in Dartmouth, er blieb aber ohne Medaille. 
Kolb war Ersatzspieler der deutschen Mannschaft bei den XV. Olympischen Winterspielen 1988 in Calgary im Curling. Die Mannschaft von Skip Andreas Kapp belegte den sechsten Platz.
Von 2004 bis 2015 war Kolb Präsident des Deutschen Curling-Verbands.